# Нарнія
На́рнія — світ у стилі фентезі, створений англо-ірландським автором Клайвом Стейплзом Льюїсом, який є місцем дії в більшості книг серії Хроніки Нарнії, епопеї з семи книг. Також країна в цьому світі, що має визначальне значення в космогонії і має особливе сакральне значення.
У Нарнії багато тварин можуть говорити, живуть міфічні створіння та магія є властивістю багатьох істот. Серія показує історію Нарнії від її створення до кінця. Серед головних героїв — люди (як правило, діти), які потрапляють туди з «нашого світу».

## Релігія
Нарнія створена Асланом, Великим Левом — Богом, який є творцем всього всесвіту. Шанування Аслана є істинною релігією, яку сповідують нарнійці, відступ від якої веде до різних згубних наслідків.
У різні часи на території Нарнії або поблизу неї діяли Чаклунки, які відкидали шанування Аслана, і переслідували за віру в Аслана або її ствердження. Нечисть Нарнії, що існувала в різні періоди її розвитку, віддалена від Аслана і противиться йому.
На півдні Нарнійського світу, в Остраханстві, існує огидний за нарнійськими уявленнями культ Таша — бога, який вимагає людських жертв. Його головний храм знаходиться в Ташбаані. У храмі виставлена статуя Таша, зроблена з каменю і покрита золотом, з алмазами, вставленими в очниці. У нього тулуб людини, голова хижого птаха і чотири руки. Пальці закінчуються кігтями, які нагадують пташині дзьоби. Серед шанувальників Таш існує повір'я, що людина, яка погляне в обличчя Таша, негайно помре. При цьому вважається, що в такій смерті й укладена мета життя будь-якого віруючого.
Сам Аслан зауважує, що Таш є його релігійним антиподом. Якщо Аслан символізує Життя, Світло, Радість, Правду, то Таш — це Смерть, Пітьма, Горе, Брехня. Більше того, людина, що присягнулася іменем Таш і дотримала клятви, насправді служить Аслану. І навпаки, брехун, який закликав Аслана, насправді служить Ташу.
Також в Остраханстві відоме шанування Зардінах — володарки мороку й дівоцтва, якій приносили жертву дівчата, які збиралися одружитися.
У різні періоди свого розвитку в Нарнійському світі з'являлися сплески атеїзму. Наприклад, у гномів в Нарнії подібна тенденція (атеїзму чи релігійної індиферентності) спостерігалася кілька разів досить явно. Також атеїзм міг бути властивий заморцям, у всякому разі, таке явище зафіксовано в пізній період.

## Географія
Нарнія — це і весь створений вторинний світ, і країна, як очевидно, в його центрі. На території цієї країни вперше в цьому світі з'явилося життя. Всі інші території були населені вихідцями з Нарнії та / або прибульцями з Землі / можливо, інших світів.

##### Нарнія
Назва «Нарнія» пов'язана не тільки з Нарнійським світом, але особливо з країною Нарнія всередині цього світу, яку Творець — Аслан — наповнив тваринами, що розмовляють, і міфічними істотами. Нарнія — країна гір, рівнин і пагорбів, велика частина країни вкрита лісом. На сході країну обмежує Східне Море, на заході — величезні гори, на півночі — річка Шриббл, на північному заході знаходяться рівнини і знову гори, і на півдні — інші гори, що відокремлюють Нарнію від Арченландії.
Замки, міста і поселення. Резиденція Королів — замок Кер-Параваль, у гирлі Великої Річки. Відомі замок Міраза і замок Білої Чаклунки. Міста на річці — Берунь, Боброва Гребля і Чиппінгфорд (пізній період Нарнії).
Королями Нарнії можуть бути тільки люди (або істоти, які мають домінуючу людську кров) — «діти Адама і Єви».
Людське населення європеоїдної (англосаксонського і, ймовірно, з такими ж подальшими домішками) типу. Нащадки первісної королівської династії і аристократії змішувалися з наядами і дріадами, лісовими та річковими богами.

##### Древляндія
Древляндія — гірська країна на півдні від Нарнії. На півночі обмежена горами, з яких переважно й складається її територія, а на півдні — річкою. Резиденція короля в замку Анвард, в серці країни. Інші міста або поселення в Древляндії не згадуються. Арченладія у всіх текстах «Хронік» в союзі з Нарнією.
Початок Древляндії дано переселенцями з Нарнії, про зовнішні вторгнення яких в антропологічний/національний образ арченландців невідомо.
Першим королем Древляндії був молодший син одного з нарнійських королів.

##### Остраханство
Остраханство — це імперія на півдні Нарнійського світу. На більшій частині країни субтропічний і помірний клімат. Велика Пустеля знаходиться на півночі країни і є природним бар'єром, протягом століть захищали Нарнію і Древляндію від могутніх остраханців. Культурний центр Остраханства — річка, яка тече з заходу на схід уздовж південного краю Великої Пустелі. Столиця — Ташбаан — розташована на острові в середині течії річки.
Заснована групою злочинців-втікачів, які прийшли з Древляндії і, очевидно, переселенцями із Землі/іншого світу ірано-афганського та/або семіто — аравійського (арабід) антротипу (чи інших близьких типів).

##### Заморія
Територія на північний захід від Нарнії. У 300-му році освоєна Остраханством. У 460-му землі захоплюють пірати з нашого світу, що потрапили на безлюдний тихоокеанський острів і виявили на ньому прохід між світами. У 1998 році від створення Нарнії Заморія здійснює захоплення Нарнійського королівства. Заморські королі починають нову династію нарнійських королів.
За даними «Хронік», заморці чистого європеоїдного типу, як і древляни і первісні (до Великої Зими і приходу заморців) нарнійці.

##### Східне море
Безліч островів і архіпелагів усівають Східне Море. Найбільш значні з них: Гальма, Скипидар, Сім Островів та Самотні Острови. Імператором останніх є Нарнійський король.
На дальньому кінці Східного Моря географія стає страшною (у священному сенсі) і вселяє трепет. У Нарнійському світі небо зустрічається з землею. Але за водоспадом, що падає за край землі, лежить не тільки край, межа світу, а й Гори Кінця Світу, за якими (або вже в яких) лежить Країна Аслана — Бога, який створив увесь Всесвіт.

##### Інші території
На північ від Нарнії лежить Еттінсмур і Землі Півночі, населення (з того, що відомо згідно з «Хроніками») різними родами велетнів. Найбільш значуще поселення — замок Гарфанг, народ велетнів, що живе поблизу руїн колись великого міста.
Землі на захід від Нарнії нежилі, але саме на Захід лежить шлях до Чарівного Саду, звідки колись був узятий плід Дерева, з якого виросло інше Дерево, що захищало Нарнію.
Темне Королівство або Підляндія розташована в глибоких печерах під Землями Півночі, Етінсмуром і трохи Нарнією. Країна Надрія лежить в глибинах землі, нижче цих печер.

## Мешканці

##### Люди
Сини Адама й Дочки Єви входили в Нарнію кілька разів із Землі. Вони та їхні нащадки населяють країни Нарнійського світу.

##### Гноми
Аслан називав їх «Синами Землі». Серед гномів існує як мінімум дві раси: чорні гноми і руді гноми; відмінність, яке звучить у назві — колір волосся і бороди. Руді гноми скоріше підтримували Аслана, чорні — більш самолюбні і орієнтовані на опір.

##### Звірі-мовці
У Нарнії можна зустріти прообраз багатьох тварин нашого світу. Звірі відрізняються від своїх «німих» побратимів здатністю розмовляти, зовнішністю, психічними характеристиками і т. д. Одночасно з тваринами-мовцями в Нарнії існують і ті, які не вміють говорити, між цими двома племенами грань дистанції, яку зазвичай не переходять.
При створенні, коли Аслан дихнув на перші пари тварин, багато з них не тільки знайшли розум і мову, а й змінилися в розмірі. Дрібні тварини (гризуни, птахи і невеликі ссавці) стали більшими своїх німих родичів, а найбільші тварини стали трохи менші за розміром.
Крім «звичайних» звірів, які розмовляють, існують і чарівні істоти — єдинороги, грифони.
Після появи тельмаринів деякі тварини перестали розмовляти.

##### Чаклунки
У книгах про Нарнії згадується Біла Чаклунка, колись королева Чарну.
Біла Чаклунка (Ядіс) з'являється в чотирьох книгах серії: «Небіж чаклуна», «Лев, Чаклунка і стара шафа», «Срібне крісло», мигцем згадується в книзі «Принц Каспіян».
Ядіс — остання правителька світу Чарн — занапастила цей світ (про це розповідається в книзі «Небіж чаклуна») ; в Нарнію вона потрапила через дії героя першої книги Діґорі; також йдеться (у книзі «Лев, Чаклунка і стара шафа»), що її прародителькою була Ліліт, і що в її жилах тече кров джинів і велетнів. Джадіс виглядає дуже високою, прекрасною і холодною жінкою.
На момент подій, що відбуваються в книзі «Лев, Чаклунка і стара шафа», Чаклунка тримає в покорі Нарнію протягом ста років, скувавши її вічною зимою. Саме з нею доводиться битися четвірці дітей, які потрапили в Нарнію. Була вбита в битві з Асланом.
У «Принці Каспіяні» відьма і перевертень говорили про можливість її відродження.
У книзі «Срібне Крісло» описується інша Чаклунка — що з'являється в образі Зеленої Дами, здатної перетворюватися на величезну змію. Походження її не зовсім зрозуміле.
Серед мешканців Нарнії відомі відьми, але це істоти іншого, незрівнянно меншого рівня, ніж чаклунки.

##### Міфічні створіння
Інші мешканці Нарнії мають прообрази в земній міфології: Кентаври, Дракони, Дріади, Наяди, Фавни, Менади, Мінотавр, Пегас, Фенікс, Сатири, Морські змії, Перевертні, Відьми, Єдинороги, Грифони, боги річок, лісів і т. д. (незважаючи на те, що Льюїс був християнином) і т. д.
Є подоба ангельської ієрархії — народ Зірок.